# Kanton Nantiat
Der Kanton Nantiat war bis 2015 ein französischer Wahlkreis im Arrondissement Bellac, im Département Haute-Vienne und in der Region Limousin; sein Hauptort war Nantiat. Der letzte Vertreter im Generalrat des Départements war von 1988 bis 2015 Stéphane Veyriras (PS).
Der elf Gemeinden umfassende Kanton Nantiat war 246,86 km² groß und hatte 7448 Einwohner (Stand: 2012).

## Gemeinden
| Gemeinde                   | Einwohner Jahr | Fläche km² | Bevölkerungsdichte | Code INSEE | Postleitzahl |
| -------------------------- | -------------- | ---------- | ------------------ | ---------- | ------------ |
| Berneuil                   | 422 (2013)     | 26,09      | 16 Einw./km²       | 87012      | 87300        |
| Breuilaufa                 | 144 (2013)     | 4,6        | 31 Einw./km²       | 87022      | 87300        |
| Le Buis                    | 194 (2013)     | 6,55       | 30 Einw./km²       | 87023      | 87140        |
| Chamboret                  | 774 (2013)     | 21,59      | 36 Einw./km²       | 87033      | 87140        |
| Cieux                      | 946 (2013)     | 41,06      | 23 Einw./km²       | 87045      | 87520        |
| Compreignac                | 1784 (2013)    | 47,62      | 37 Einw./km²       | 87047      | 87140        |
| Nantiat                    | 1570 (2013)    | 25,42      | 62 Einw./km²       | 87103      | 87140        |
| Roussac                    | 467 (2013)     | 24,18      | 19 Einw./km²       | 87128      | 87140        |
| Saint-Symphorien-sur-Couze | 242 (2013)     | 19,99      | 12 Einw./km²       | 87184      | 87140        |
| Thouron                    | 516 (2013)     | 13,73      | 38 Einw./km²       | 87197      | 87140        |
| Vaulry                     | 403 (2013)     | 16,03      | 25 Einw./km²       | 87198      | 87140        |